# Renaud Mary
Renaud Mary, né Adrien Victor Renaud Mary le 31 juillet 1918 à Caudéran et mort le 5 mai 1977 à Saint-Maur-des-Fossés, est un acteur français.

## Biographie
Il a été marié à Renée Faure.
Il est inhumé au cimetière de Médan (Yvelines).

## Filmographie

### Cinéma
- 1942 : Le Destin fabuleux de Désirée Clary de Sacha Guitry : Antomarchi
- 1943 : Coup de tête de René Le Hénaff
- 1946 : Tombé du ciel d'Emil-Edwin Reinert : Raymond
- 1946 : Les Malheurs de Sophie de Jacqueline Audry
- 1947 : Fantômas de Jean Sacha - Germain
- 1947 : Le Destin exécrable de Guillemette Babin de Guillaume Radot : Charles Perrin
- 1947 : Les jeux sont faits de Jean Delannoy : un milicien
- 1948 : Croisière pour l'inconnu de Pierre Montazel : le sous-directeur
- 1948 : La Louve de Guillaume Radot : Rémi
- 1948 : Sombre dimanche de Jacqueline Audry : César
- 1949 : Au p'tit zouave de Gilles Grangier : Eugène, le vigile
- 1949 : Ce siècle a cinquante ans de Denise Tual : lui-même
- 1951 : Identité judiciaire, de Hervé Bromberger : Mario Petrosino
- 1951 : La Plus Belle Fille du monde de Christian Stengel : Alberto
- 1951 : Les Mousquetaires du roi de Marcel Aboulker et Michel Ferry - Film resté inachevé -
- 1952 : L'Appel du destin de Georges Lacombe
- 1953 : Le Défroqué de Léo Joannon : l'antiquaire
- 1953 : La Vierge du Rhin de Gilles Grangier : Maurice Labbé
- 1953 : Les Trois Mousquetaires d'André Hunebelle : le cardinal de Richelieu
- 1954 : Pas de souris dans le bizness de Henri Lepage : Georges de Valtougis
- 1954 : Huis clos de Jacqueline Audry : le réceptionniste de l'hôtel
- 1954 : Interdit de séjour de Maurice de Canonge : Fernando
- 1955 : Le Secret de sœur Angèle de Léo Joannon : le commissaire Morin
- 1955 : Milord l'Arsouille de André Haguet : M. Harel
- 1955 : L'Affaire des poisons d'Henri Decoin : M. de Montespan
- 1955 : Elena et les Hommes de Jean Renoir : M. Fleury
- 1956 : Les Aventures d'Arsène Lupin de Jacques Becker : Paul Desfontaines
- 1957 : Charmants Garçons d'Henri Decoin : Henri
- 1958 : La Tour, prends garde ! de Georges Lampin : Pérouge
- 1959 : Le Dialogue des Carmélites de Philippe Agostini et Raymond Léopold Bruckberger : Fouquier-Tinville
- 1959 : Recours en grâce de László Benedek : M. Paulier
- 1959 : Sergent X de Bernard Borderie : le capitaine Robert
- 1960 : Il suffit d'aimer de Robert Darène : Monseigneur Forcade
- 1960 : Comment qu'elle est ? de Bernard Borderie : M. Demur
- 1961 : Les Vierges de Rome (Le vergini di Roma) de Carlo Ludovico Bragaglia et Vittorio Cottafavi : Stravos
- 1961 : Madame Sans-Gêne de Christian-Jaque : Fouché
- 1961 : Le crime ne paie pas de Gérard Oury, dans le sketch : L'affaire Hugues : M. Lenormand
- 1963 : Mathias Sandorf de Georges Lampin : Sarcany
- 1966 : À nous deux Paris ! de Jean-Jacques Vierne : Pierre Haguenauer
- 1972 : L'Œuf de Félicien Marceau, de Jean Herman : l'avocat général

### Télévision
- 1958 : Les Cinq Dernières Minutes, épisode Un crime dans le théâtre de Claude Loursais : le metteur en scène Michel Thomery
- 1958 : La Caméra Explore Le Temps, épisode Le Mystérieux Enlèvement du Sénateur Clément De Ris : Fouché
- 1960 : En votre âme et conscience, épisode : Mort d'un notaire ou le Crime de Madame Achet de  Michel Mitrani
- 1961 : Les Cinq Dernières Minutes, épisode Sur la piste... de Claude Loursais : le clown Bock
- 1963 : Siegfried de Marcel Cravenne, d'après Jean Giraudoux (téléfilm)
- 1966 : La Mouette de Gilbert Pineau, d'après Anton Tchekhov (téléfilm) : Trigorine
- 1967 : Le Golem (du roman de Gustav Meyrink), téléfilm de Jean Kerchbron : le récitant
- 1970 : Le Fauteuil hanté de Pierre Bureau
- 1972 : Talleyrand ou Le Sphinx incompris de Jean-Paul Roux : Voltaire
- 1974 :  Aux frontières du possible  : épisode : Meurtres à distance de Claude Boissol
- 1976 : Le Milliardaire, téléfilm de Robert Guez : Georges Fabre-Simmons

## Théâtre
- 1943 : Clotilde du Mesnil de Henry Becque, mise en scène Alice Cocéa, Théâtre des Ambassadeurs
- 1943 : Mais n'te promène donc pas toute nue ! de Georges Feydeau, mise en scène Alice Cocéa, Théâtre des Ambassadeurs
- 1946 : Winterset de Maxwell Anderson, mise en scène André Certes, Théâtre des Carrefours
- 1947 : Le Voyage en calèche de Jean Giono, mise en scène Alice Cocéa, Théâtre du Vieux-Colombier
- 1950 : Une femme libre d'Armand Salacrou, mise en scène Jacques Dumesnil, Théâtre des Célestins
- 1950 : Malatesta d'Henry de Montherlant, mise en scène Jean-Louis Barrault, Théâtre Marigny
- 1951 : Le Moulin de la galette de Marcel Achard, mise en scène Pierre Fresnay, Théâtre de la Michodière
- 1952 : Lorenzaccio d’Alfred de Musset, mise en scène Gérard Philipe, Festival d'Avignon
- 1952 : Evangéline de Henri Bernstein, mise en scène de l'auteur, Théâtre des Ambassadeurs
- 1954 : N'importe quoi pour elle de Steve Passeur, mise en scène Georges Douking, Théâtre Gramont
- 1954 : La Corde de Patrick Hamilton, mise en scène Jean Darcante, Théâtre de la Renaissance
- 1954 : La Condition humaine d'André Malraux, mise en scène Marcelle Tassencourt, Théâtre Hébertot
- 1958 : Lope de Vega de Claude Santelli, mise en scène Jacques Fabbri, Théâtre de la Renaissance
- 1958 : Rididine d'Alexandre Breffort, mise en scène Maurice Vaneau, Théâtre Fontaine
- 1959 : Un rossignol chantait  de Robert Lamoureux, mise en scène Jean Marais, Théâtre des Variétés
- 1962 : L'Otage de Paul Claudel, mise en scène Bernard Jenny, Théâtre du Vieux-Colombier
- 1962 : Le Pain dur de Paul Claudel, mise en scène Bernard Jenny, Théâtre du Vieux-Colombier
- 1962 : Le Père humilié de Paul Claudel, mise en scène Bernard Jenny, Théâtre du Vieux-Colombier
- 1964 : Le Banquier sans visage, chronique des temps qui changent de Walter Weideli, mise en scène Jean Vilar, Grand Théâtre de Genève
- 1965 : À travers le mur du jardin de Peter Howard, mise en scène Marc Gassot, Théâtre des Arts
- 1966 : La Bouteille à l'encre d'Albert Husson, mise en scène Jean-Pierre Grenier, Théâtre Saint-Georges
- 1967 : Comme au théâtre de Françoise Dorin, mise en scène Michel Roux, Théâtre de la Michodière
- 1968 : Comme au théâtre de Françoise Dorin, mise en scène Michel Roux, Théâtre des Célestins
- 1972 : La Claque de et mise en scène André Roussin, Théâtre de la Michodière
- 1974 : Le Siècle des lumières de Claude Brulé, mise en scène Jean-Laurent Cochet, Théâtre du Palais-Royal